# Orden Nacional Juan Mora Fernández
Orden Nacional Juan Mora Fernández es una distinción costarricense destinada a personalidades extranjeras, instituida por el presidente Rafael Ángel Calderón Fournier y el ministro de Relaciones Exteriores y Culto Bernd H. Niehaus Quesada mediante decreto N.º 20572-RREE de 11 de julio de 1991. Lleva el nombre del primer jefe de Estado de Costa Rica, Juan Mora Fernández.
Está reservada a los extranjeros a los que el Gobierno costarricenses desea honrar por motivos de conveniencia pública o por sus servicios distinguidos al país, particularmente en la actividad diplomática o en materia de relaciones exteriores.
Insignia: sobre un pentágono de oro, una estrella de cinco puntas de plata, rematadas en cola de milano con borde de oro. En el centro un anillo de azur con una inscripción que reza en mayúsculas el nombre del primer jefe de Estado de Costa Rica, Juan Mora Fernández y dentro del anillo, la efigie de este en oro.
El presidente de la República de Costa Rica es presidente de la Orden ex-officio. Tiene los siguientes grados:
- Gran Cruz Placa de Oro (jefes o exjefes de Estado, presidentes electos).
- Gran Cruz Placa de Plata (jefes de Gobierno, presidentes de poderes del Estado, cardenales, príncipes, ministros de Estado, embajadores).
- Gran Oficial (miembros de poderes del Estado, enviados extraordinarios y ministros plenipotenciarios, arzobispos y obispos, viceministros).
- Comendador (encargados de negocios, ministros consejeros).
- Oficial (primeros secretarios, cónsules generales).
- Caballero (subsecretarios, agregados, cónsules y vicecónsules).

Las primeras personalidades que recibieron la Orden Nacional Juan Mora Fernández fueron Sus Majestades el Rey de España Juan Carlos I y su esposa, la Reina Sofía de Grecia, el 26 de enero de 1993. En el 2006 fue recibida por la embajadora de Bolivia, Susana Peñaranda Saavedra del Granado y el Embajador de España Juan José Urtasun Erro. En el 2017 fue condecorado Stafford Fitzgerald Haney, embajador de los Estados Unidos de América.
El 11 de noviembre de 2024, Rodrigo Chaves, en representación del Gobierno de Costa Rica, le otorgó la Orden Nacional Juan Mora Fernández, en su más alto grado, al presidente de la República de El Salvador, Nayib Bukele, como reconocimiento a las políticas de seguridad pública implementadas durante su administración.